# Marcus Damm
Marcus Damm (* 22. August 1974 in Kaiserslautern) ist ein deutscher Erziehungswissenschaftler und Psychologe sowie Autor zahlreicher psychologischer Ratgeber.

## Leben und Beruf
In Kaiserslautern-Hohenecken aufgewachsen, absolvierte Damm 1994 das Abitur am Kaiserslauterer Hohenstaufen-Gymnasium. Nach einer abgebrochenen Ausbildung bei der AOK Kaiserslautern und Zivildienst am Westpfalz-Klinikum begann er 1997 ein Studium der Erziehungswissenschaften an der Universität Landau (Schwerpunkte: Pädagogik der frühen Kindheit und Medienpädagogik). Daneben studierte er Psychologie und Philosophie. Nach dem Diplom wendete sich Damm 2001 einer Promotion zum Thema Geschlechtsrollenidentitäten zu, die er 2006 abschloss.
Hauptberuflich ist Marcus Damm Berufsschullehrer in Ludwigshafen am Rhein. Er wohnt seit 2006 in Worms. Derzeit arbeitet er an der Entwicklung der „Schemapädagogik“, die eine Weiterentwicklung der Schematherapie von J.E. Young darstellt und zur Professionalisierung in sozialpädagogischen und psychosozialen Arbeitsfeldern beitragen soll.

## Bücher (Auszug)
- Nie wieder Single. So finde ich meinen Traumpartner. Junfermann, Paderborn 2001, ISBN 3-87387-472-5
- Flirten kann jeder! Ihr persönlicher Flirt-Coach. Junfermann, Paderborn 2002. ISBN 3-87387-499-7
- Psychologie der Kommunikation. Erfolgreich Partnersuche, Zweierbeziehung und Berufsalltag meistern. Junfermann, Paderborn 2002. ISBN 3-87387-564-0
- Psychosoziales Geschlecht und Ehekonflikte. Eine empirische Untersuchung an Ehe- und Familienberatungsstellen, Dissertation. In der Reihe: 'Studien zur Sexualwissenschaft und Sexualpädagogik' (Bd. 17). Peter-Lang-Verlag, Frankfurt am Main 2004, ISBN 3-631-52403-X
- mit Astrid Weiß: Direktive Kommunikation: Grundlagen einer sinnvollen Verständigung. Junfermann, Paderborn 2005. ISBN 3-87387-606-X
- Psychologie der Eifersucht. Ursachen, Formen und Wege aus der Eifersuchtsfalle. Junfermann, Paderborn 2006. ISBN 3-87387-632-9
- Frei von Ängsten. Sich neuen Lebensmöglichkeiten öffnen. Herder, Freiburg i. B. 2007, ISBN 3-451-05836-7
- Nervensägen – und wie man mit ihnen klar kommt. Herder, Freiburg i. B. 2009, ISBN 978-3451299315
- Sei du selbst! Es ist dein Leben. Herder, Freiburg i. B. 2010, ISBN 978-3451061011